# Clorinda Renieri
Clorinda Renieri  (? - vers 1715) est une femme peintre italienne d'origine française active au XVIIe et début XVIIIe siècle. Elle fut une représentante de l'école vénitienne.

## Biographie
Clorinda Renieri est la fille et l'élève du peintre français Nicolas Régnier et l'épouse du peintre Pietro della Vecchia.